# Гвинейский медоуказчик
Гвинейский медоуказчик (лат. Indicator willcocksi) — вид птиц из семейства медоуказчиковых. Выделяют три подвида.

## Этимология
Видовое название присвоено в честь британского генерала Джеймса Уиллкокса.

## Распространение
Обитают в Камеруне, ЦАР, Республике Конго, Демократической Республике Конго, Кот-д’Ивуаре, Экваториальной Гвинее, Габоне, Гане, Гвинее-Бисау, Либерии, Нигерии, Руанде, Сьерра-Леоне и Уганде.

## Описание
Гвинейский медоуказчик достигает длины тела 12−13 см и массы от 11 до 20,5 г. Верхняя часть тела зелёного цвета; нижняя часть тела оливково-серая с несколькими полосами по бокам и более светлым брюхом и подхвостьем. Наружные рулевые перья белого цвета с тёмными кончиками.

## Биология
В состав рациона входят преимущественно насекомые, включая летающих муравьев, термитов и личинок чешуекрылых; а также пчелиный воск, возможно, также воскообразные выделения некоторых насекомых и, возможно, даже кутикулярный воск с деревьев.
Насколько известно, миграций не совершают.

## Охранный статус
МСОП присвоил виду охранный статус LC.